# シャフレ・レイ

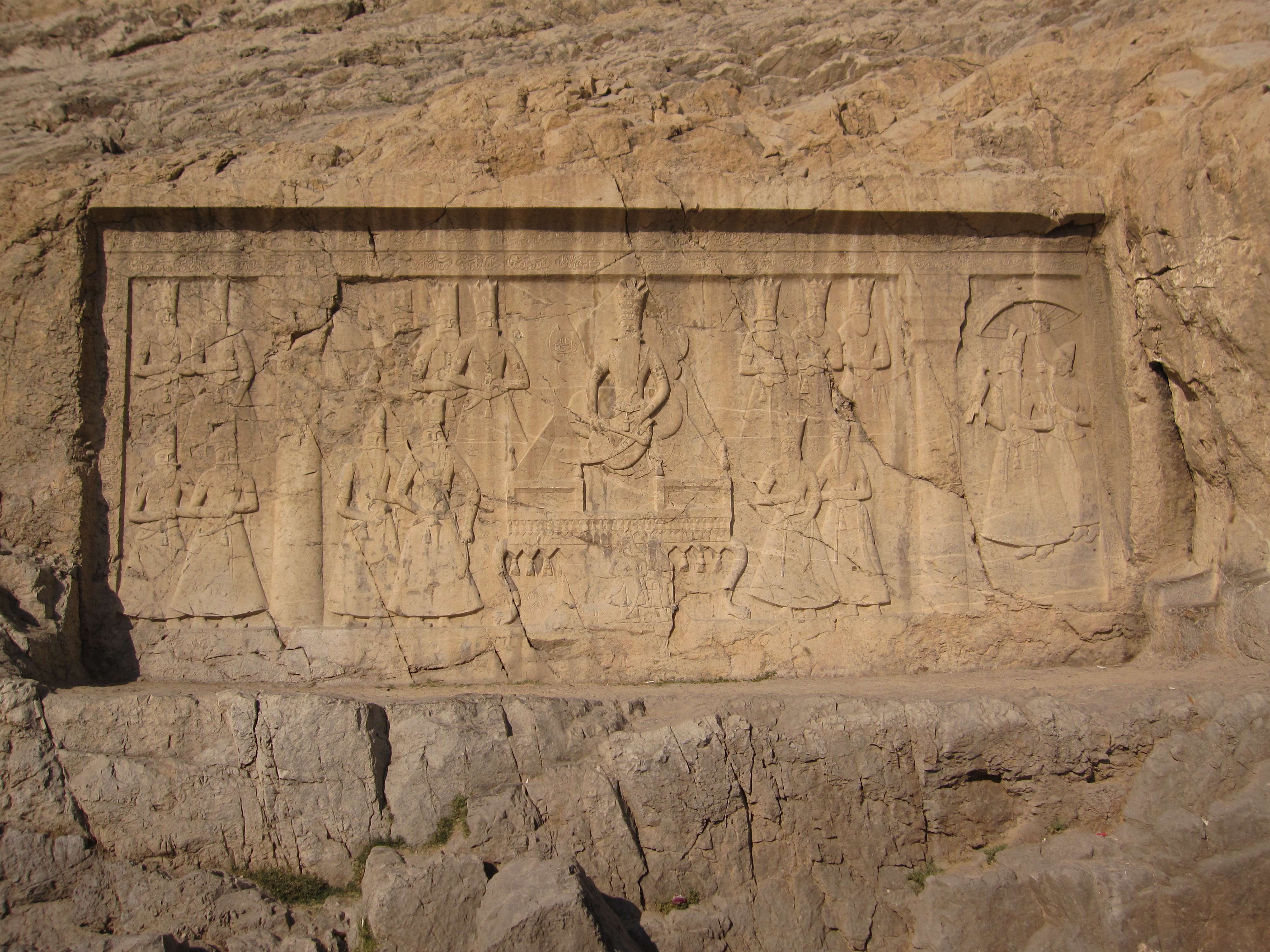
カージャール朝がチェシュメイエ・アリーの丘に刻んだファトフアリー・シャーを讃えるレリーフ

シャフレ・レイ（ペルシア語: شهر رِیْ, ラテン文字転写: Šahr-e Rey）は、イランの首都テヘランの南方10キロメートルの場所に位置するテヘラン州のシャフレスターンである。東西及び南北交通路の交差する交通の要衝に位置し、紀元前から人の集住する町があった。8世紀から13世紀にかけて、その町は「ライイ」（al-Rayy）あるいは慣用的に「レイ」と呼ばれ、イスラーム帝国の東方支配の要として栄えた。「ラーズィー」（al-Rāzī）は当該レイとの関連があることを示すニスバである。しかし相次ぐモンゴルの侵攻で荒廃し、一度は遺棄された。その後、シーア派の聖者廟（シャー・アブドルアズィームのハラム）を中心に町が発展し、現代に至る。

## 地理

イラン中央部の町と交通路を示す地図（1948年ごろ）

シャフレ・レイ、あるいは、歴史的に「ライイ」「レイ」などと呼ばれた町は、21世紀現在においては、イラン・イスラーム共和国の首都テヘランの中心部から南南東10キロメートルの場所に位置する。行政上はテヘラン市に含まれないが、テヘランの大都市圏内に飲み込まれている。
レイは上古より、バビロニアからエクバタナを通ってホラーサーンへ向かう東西の街道、ギーラーンとイスファハーンを結ぶ南北の街道の交差する交通の要衝に位置した（地図参照）。

## 考古

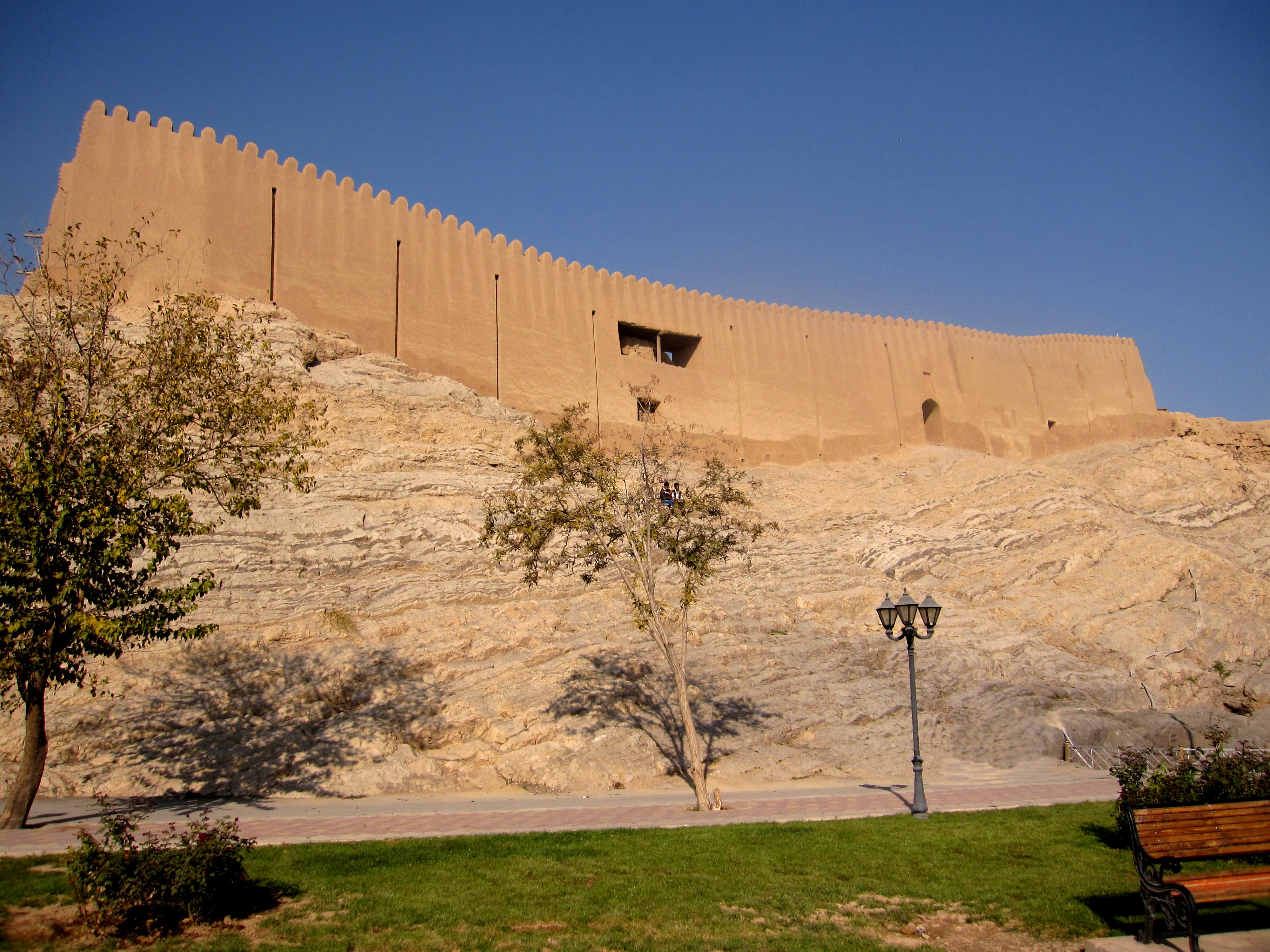
チェシュメイエ・アリーの丘

シャフレ・レイにおける西洋人による遺跡調査は、19世紀前半から行われてきたが、本格的な学術調査は1930年代のヴィニエによるものが最初である。1934年から1936年にかけて、アメリカのシュミットにより学術的な発掘調査が行われた。
現代の行政区分でいうシャフレ・レイ地区では、チェシュメイエ・アリーとクーヘ・ソルソラという2つの丘から紀元前5500年から5200年前（新石器時代）のものと推定される卵殻状の土器（甕）の欠片等が見つかっており、2010年時点で最古の、この地における人類集住の痕跡である。チェシュメイエ・アリーの丘では、この地層の上に泥を焼成したレンガで築かれた構造物の遺構がある。レンガは規格化されておりバルフのバクトラ遺跡で見られるレンガと同じものとみなせる。時期的にはパルティア（アルサケス朝）の構造物であり、シュミットの調査によると内部から、ヴォノネス2世からミトラダテス2世まで、紀元前2世紀後半から後1世紀の王の名が刻まれた銅貨が発掘された。
チェシュメイエ・アリーとクーヘ・ソルソラの2つの丘の周りは防塁で囲われており、最も古いものはパルティア時代の防塁である。防塁はサーサーン朝でも造営され、内側は「行政地区」（governmental quarter; šahrestān）として機能した。陶器などの出土品に基づくと「行政地区」は、アッバース朝～セルジューク朝時代まで使用され続けたことが確認できる。セルジューク朝の地層の上には 2 cm の火災の痕跡が積もり、「レイは度重なるモンゴルの侵攻で荒廃し、最終的にティムールにより破壊された」という「書かれた歴史」により再構築される歴史像と矛盾しない。

## 歴史
現存する『アヴェスター』には Ragā （ラガー）という町の名前が3回現れる。『トビト記』1:15には Rages（ラゲス）というメディア王国の町の名前がある。ストラボンの『地理誌』11.13.6には、アレクサンドロス大王の時代には　Ῥάγες （ラゲス）と呼ばれていた町が、セレウコス1世ニカトルにより「だだっ広い」を意味する Ευρωπος （エウローポス）に改名され、その後アルサケス朝パルティアの時代に Ἀρσακία （アルサキア）に改名されたという記載がある。
イスラーム時代の行政言語であるアラビア語で、الري（al-Rayy, アッライイとラテン文字転写、カタカナ転写できる）の名で記録されている町が、上述した中期ペルシア語、ギリシア語、ラテン語文献に記述がある町と同じ町であると考えられている。以下、日本語書籍でも多い読みである「レイ」の名でこの町について言及する。

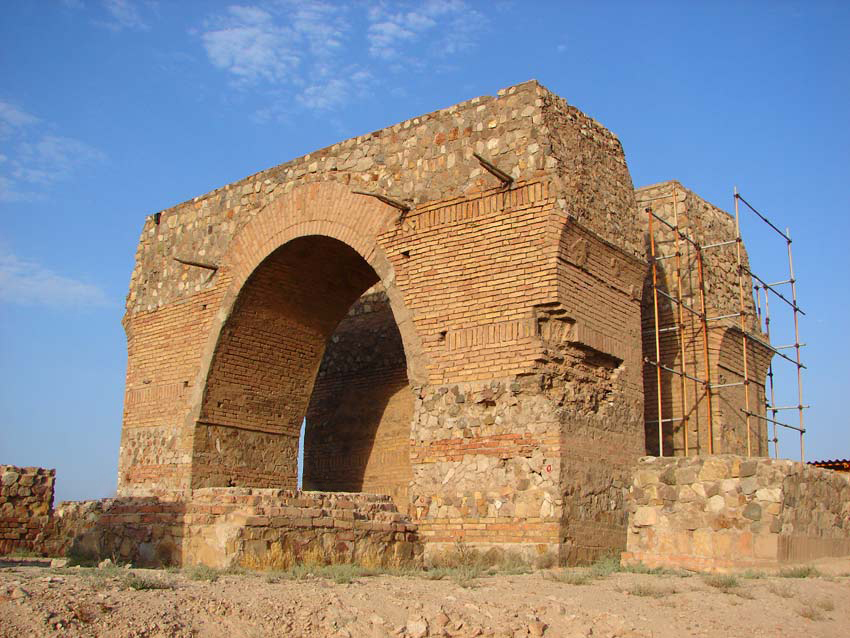
タッペイエ・ミールの丘にあるアータシュカデ（拝火教寺院）址

サーサーン朝もレイを支配したはずであるが、そのことを示す考古学的エビデンスは明瞭でない。タバリーは642年にレイでスィヤーワフシュ（Siāwaḵš b. Mehrān b. Bahrām Čōbin）を首領とするゾロアスター教徒の反乱が起き、ヌアイム・ブン・ムカッリーンという名のムスリムの武将がこれを平定した旨を記している。タバリーによると、このときヌアイムは、戦闘で破壊された古いとりでを修復したというが、考古学的にはそのようなとりで跡が発見されていない。一説によるとタッペイエ・ミールの丘にあるアータシュカデ（拝火教寺院）址がそれかもしれない。
シリアを首都にしたウマイヤ朝や、イラクを首都にしたアッバース朝にとって、レイは東方の版図を支配するための重要な拠点であった。のちに「マフディー」と呼ばれるアッバース朝のムハンマド・ブン・マンスールは、若い頃にホラーサーンやタバリスターンで発生した反乱への討伐で軍功を立てたが、この頃に軍事拠点として用いたのがレイだった。マフディーはレイを、自分の名をとって「ムハンマディーヤ」（ムハンマドの町）と呼んだ。マフディーがハイズラーン・ビント・アターと恋に落ち、ムーサーとハールーンの2人の息子を得たのもこのレイの町においてであった。
考古学的にもアッバース朝時代初期に防塁で囲まれた「行政地区」の大幅拡張が確認できる。イスラーム時代、レイは宗教的、文化的にも重要な拠点であった。9世紀から10世紀前半にかけて、レイは実質的に、神学上はムルジア派とみなされるフサイン・ナッジャールのセクトが大勢を占め、法学上はハナフィー法学派の規範が適用されていた:29。当時レイにはハナフィー法学派の強固なコミュニティが存在していた:29。ハナフィー法学派は土着の慣習やラーイを認め、明確なドクトリンを持たない。9世紀中葉に明確なドクトリンを持つシャーフィイー法学派がレイを含むイランの各町に浸透し始め、その教勢は11世紀に明らかにハナフィー法学派をしのいだ:27。
西暦860年には、この町でアブー・バクル・ラーズィー（医学・哲学者のラーゼス）が生誕している。ラーズィーは医学や哲学の分野で業績を残したペルシア人であるが、理性主義者であったため専制に反対し、彼の不可知論は激しい論争を引き起こした。彼の通称「（アッ＝）ラーズィー」は当地の地名を基にしたニスバである。アッバース朝時代を通して、この町は反体制派の巣窟となった。ムゥタズィラ学派にシーア派、その他にも多くのセクトが、この町に避難場所を見出した。
10世紀の終わり頃には当地にブワイフ朝の首都が置かれた。しかし1042年にはセルジューク朝の手に落ちた。セルジューク朝の創始者であり初代スルターン、トゥグリル・ベグはこの地で生まれ、没した後、同地に霊廟塔が建てられた。1149年には詩人、哲学者、神学者のファフルッディーン・ラーズィーが当地にて生まれた。
紀元前以来の古都、レイは1220年のモンゴルの西アジア侵入の際、徹底的に破壊され、それ以降と断絶がある。
13世紀にヤークートがレイの廃墟を訪れている:37。ヤークートは当地の住民が「レイが廃墟となったのはハナフィー派とシャーフィイー派の党派争いが原因だ」と語っていると記述している:37。
1950年にパフラヴィー朝の元皇帝レザー・パフラヴィーの遺体がエジプトからイランに運ばれシャフレ・レイにある霊廟に埋葬された。1979年のイラン革命の後にルーホッラー・ホメイニーの許可を得て霊廟は破壊された。その後、遺体は行方不明となったが、2018年4月にレイにあるアブドゥラジム陵墓の拡張活動の際に発見されたミイラがレザーの可能性があると報道された。しかし革命で打倒したパフラヴィー朝の影を気にする政府当局により、遺体は埋め戻された。

## シーア派の巡礼地

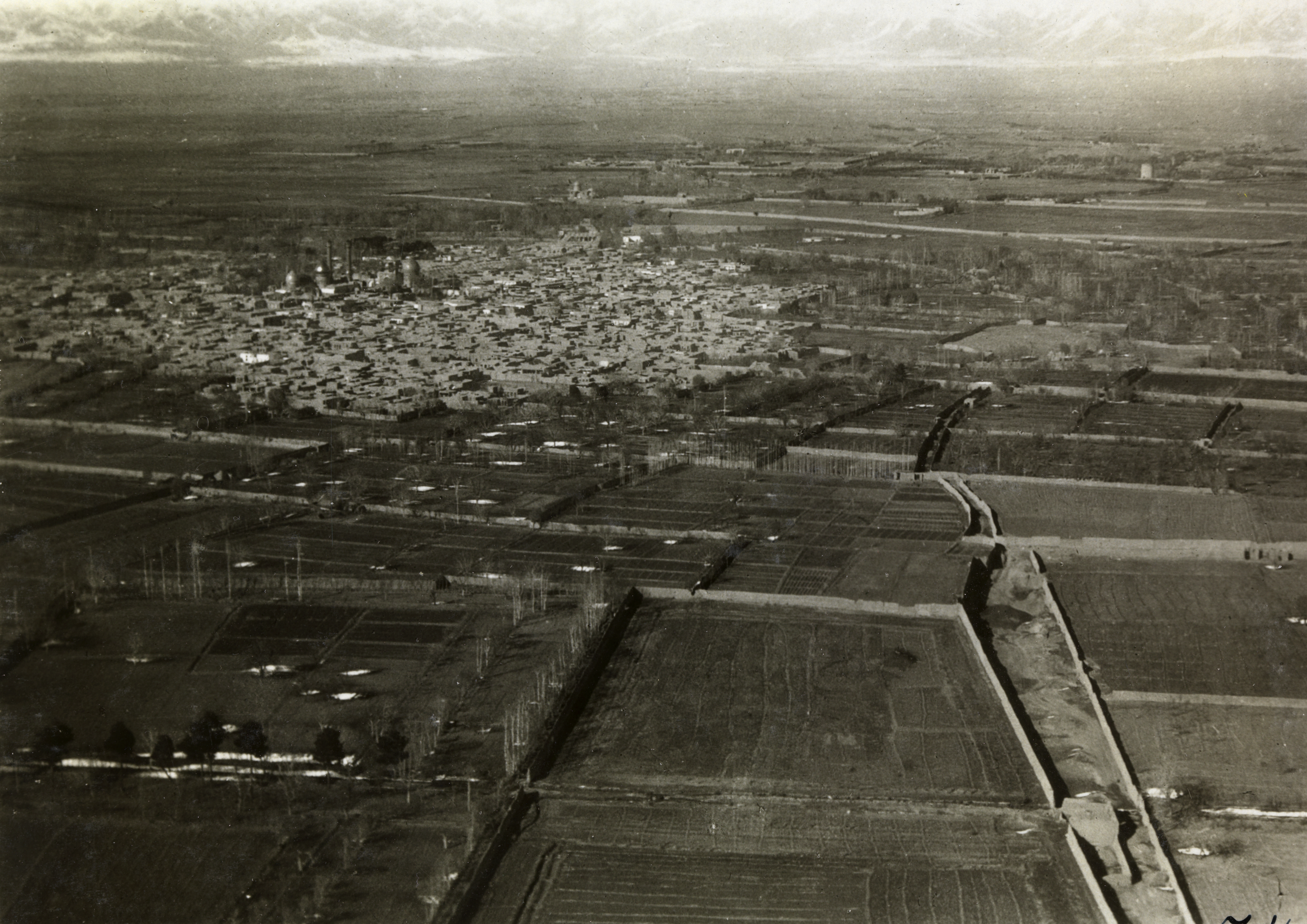
1924年ごろのシャフレ・レイの空撮写真。町の中心にシャー・アブドルアズィームのハラムの中核モスクが見える。

アッバース朝時代の9世紀、十二イマーム・シーア派にとって重要な出来事がレイで起きた。10世紀の歴史家ナジャーシーは、「アブドルアズィームという人物がレイに移り住み、当地で亡くなった。死後の彼の衣服の懐中から自分の出自を記したメモが出てきて、それによると、彼はハサン・ブン・アリーの5世孫であった。アブドルアズィームは、素性を隠してアッバース朝政府の監視の目を逃れながら預言者の一族のメッセージを人々に伝えるために長い旅をしていた。」といった内容の出来事を伝える

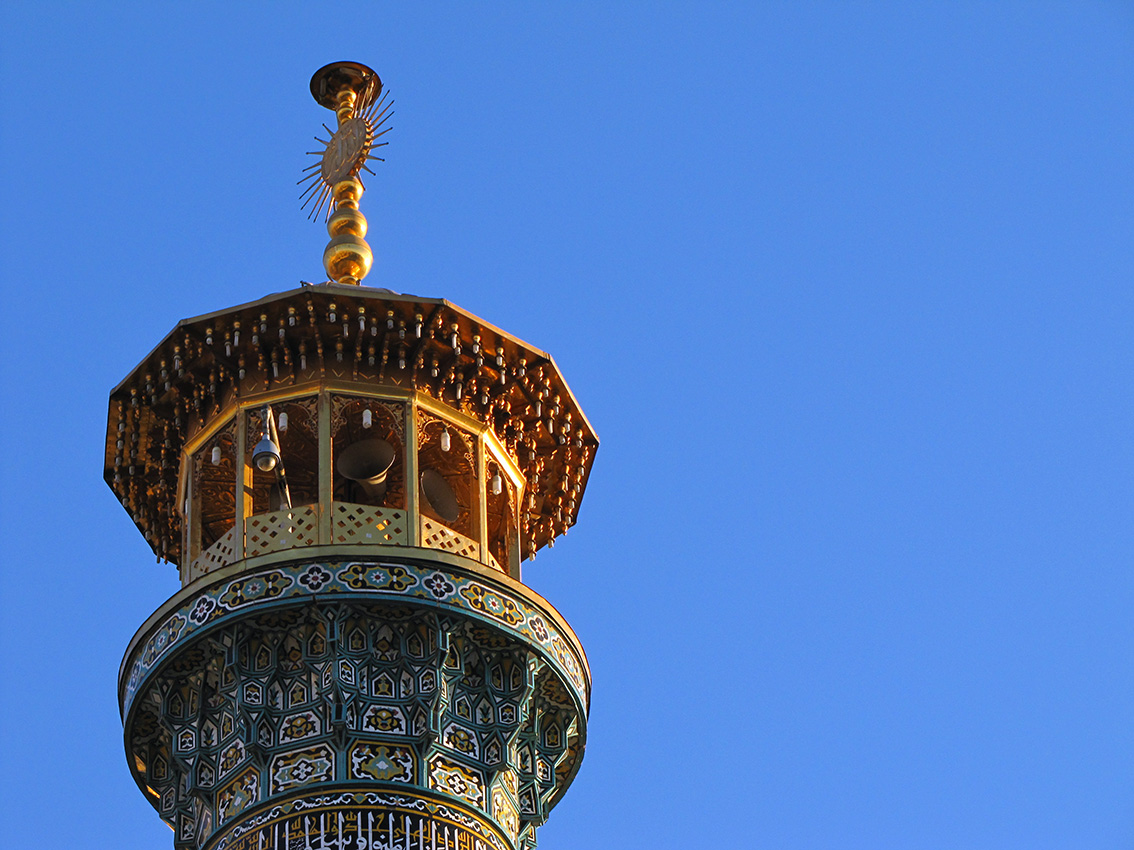
アブドルアズィーム廟のミナレット

アブドルアズィームはリンゴの木の下に葬られた。その墓には、被葬者の没した直後から現代に至るまで、複数次にわたって、時のシーア派王権による寄進がなされた。セルジューク朝のワズィール、マジドッディーン・バラーワスターニーはシーア派を信奉しており、アブドルアズィーム廟を保全した。サファヴィー朝のタフマースブ1世は、アブドルアズィーム廟を大幅に拡張した。現存する霊廟のイーワーン建築はこのときに建築されたものである。ガージャール朝のナーセロッディーン・シャーは、タフマースブが拡張したモスクを美麗に装飾させた。
アリー・ハーディーはレイから来た旅人に、アブドルアズィームの墓にお参りするのはイマーム・フサインの墓にお参りするのと同等のご利益があると言ったとされる。ところで、生前のアブドルアズィームの旅の目的地がレイであった理由は、一説によると、夢のお告げでここにムーサー・カーゼムの息子ハムザの墓があることがわかったからである。ハムザはアリー・レザーの教友でサファヴィー朝王家の父祖とされる人物であり民衆に人気がある。マアムーンに殺されてアリー・レザーに葬られたが埋葬地が不明であり、イラン各地にハムザの墓がある。アブドルアズィームはレイにおいて、何の変哲もない墓石の近くで断食や礼拝に務める敬虔な生活を送っていたが、その墓こそハムザの墓であった、と信じられている。アブドルアズィーム廟にはハムザ廟も隣接している。
このように成立したシャー・アブドルアズィームのハラムの近くには、有名人が数多く眠るイブン・バーブワイヒ墓地や、セルジューク朝の君主トゥグリル・ベクの霊廟塔も所在する。
現代のシャフレ・レイは、テヘラン州の一シャフレスターンである。特に、隣国イラクからサッダーム・フセインの政権掌握後、イランに移住してきたアラブ系の人々が多く住み、リトル・アラブを形成している。